# أشعة طبية

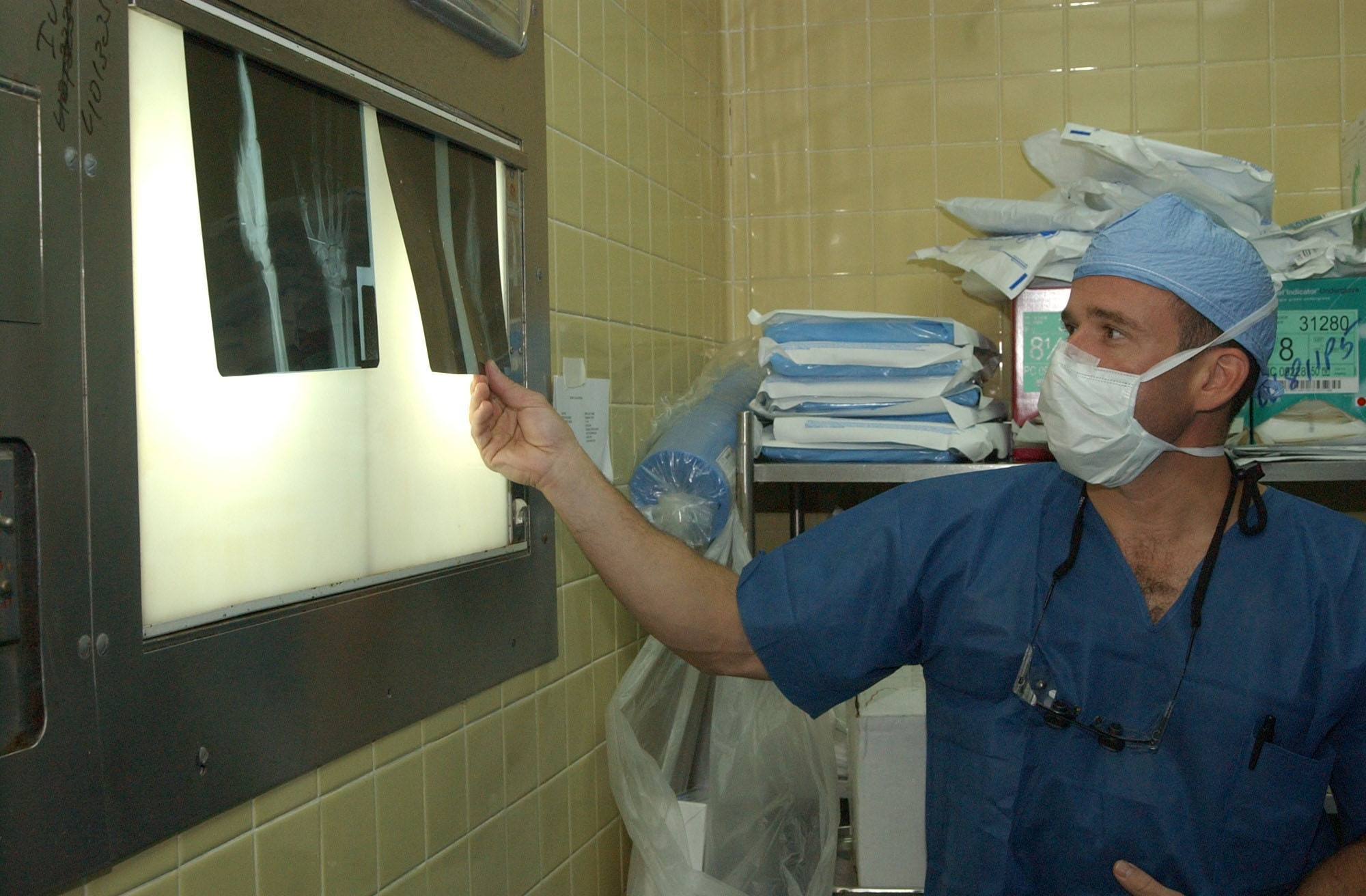

الأشعة الطبية هي أنواع مختلفة من الإشعاعات تستخدم للتشخيص أو العلاج الطبي. ويتم ذلك من خلال أجهزة خاصة وعادة ما يقوم بتشغيلها فني الأشعة المتخصص بذلك.
باستخدام ماده سلبية وماده إيجابية. كبريتات الباريوم تغطى جدران الجهاز الهضمي (المادة الايجابية)، والذي يسمح بإعطاء شكل وحدود الجهاز الهضمي كلون أبيض واضح على الأشعة السينية. ويكون الهواء هو (المادة السلبية)، والتي تبدو سوداء على الفيلم. وجبة الباريوم هو مثال على المادة التي يتم ابتلاعها لفحص الجزء العلوي من الجهاز الهضمي. في حين أن مركبات الباريوم القابلة للذوبان سامة جدا، فإن مركبات كبريتات الباريوم غير القابلة للذوبان غير سامة وبالتالي فلا تمتص عن طريق الجسم.
- المواد التي استخدمت كمواد للتتبع داخل الجسم هي: الفضة، والبزموت، والسيزيوم، الثوريوم، والقصدير، والزركونيوم، والتانتالوم والتنغستن واللانثينيدات المركبات التي استخدمت كعوامل التباين. أصبح استخدام ثاني أكسيد الثوريوم محرما لأنه يسبب سرطان الكبد.

معظم الوسائل حقن المواد تستخدم اليود كمادة للتتبع الإشعاعي. إن المرضى الذين يعانون من حساسية ضد الصدفيات قد تكون لديهم حساسية من مادة اليود، وينبغي استشارة الطبيب في شأن مرحلة ما قبل العلاج للتخفيف من خطر الحساسية. أما مواد التتبع باليود فتأتي في شكلين: المركبات الأيونية وغير الأيونية. المواد غير الأيونية هي أغلى من المواد الأيونية (حوالي 3-5 أضعاف التكلفة)، ولكن المواد غير الآيونية تميل إلى أن تكون أكثر أمانًا بالنسبة للمريض، مما تسبب في ردود فعل أقل حساسية وأقل لظهور الآثار الجانبية غير المريحة مثل الإحساس بالحرارة. ومعظم مراكز التصوير الآن تستخدم مواد التباين غير الآيونية على وجه الحصر، حيث أن الفوائد التي تعود على المرضى تفوق النفقات.
- عوامل التباين السلبية هي الهواء وثاني أكسيد الكربون والأخيرة يتم امتصاصها بسهولة من قبل الجسم وتسبب تشنجات أقل. كما يمكن حقنها في الدم عكس الهواء الذي لا يمكن على الإطلاق حقنهُ بالدم.

## قياس امتصاص الأشعة السينية المزدوجه الطاقة
ديكسا هو قياس كثافة العظام، وتستخدم، في المقام الأول لاختبارات ترقق العظام. ولا يعتبر من التصوير الشعاعي ذات البعدين، حيث ينبعث عدد 2 حزمه من الأشعة السينية التي يتم مسحها ضوئيا عبر المريض، بزاويه 90 درجة من بعضها البعض. يتم تصوير عادة الورك (رأس عظم الفخذ)، وأسفل الظهر (العمود الفقري القطني) أو الكعب () ويتم تحديد كثافة العظام (كمية الكالسيوم) ورقم معين (يسمى أ تي). ولا تستخدم هذه التقنية لتصوير العظام، حيث إن جودة الصورة ليست جيدة بما فيه الكفاية لتقديم صورة دقيقة لتشخيص الكسور، والالتهابات ويمكن أيضا أن تستخدم لقياس إجمالي الدهون في الجسم، وإن كان هذا ليس شائعا. جرعة الإشعاع التي تعطى للمريض هي منخفضة جدا و، أقل بكثير من الجرعات المستخدمة في التصوير الإشعاعي.

## نظام التصوير بالأشعة المقطعية
التصوير المقطعي المحوسب أو الاشعة المقطعية (المعروف سابقا باسم الاشعة المقطعية المحورية) تستخدم كمية عالية من الإشعاعات المؤينة (شكل من الأشعة السينية) بالتعاون مع جهاز حاسوب لإنشاء الصور على حد سواء للانسجة اللينة والصلبة. هذه الصور تبدو كما لو أنه تم تقطيع المريض كشرائح مثل الخبز (وبالتالي، «التصوير الطبقي» -- «تومو» تعني «قطعة»). الجهاز يبدو مماثل لجهاز التصوير بالرنين المغناطيسي لكثير من المرضى، ولكن لا توجد علاقة بين الجهازين. ومدة الاختبار تكون عادة قصيرة ويستغرق حوالى فترة نفس واحد. وكثيرا ما تستخدم مواد التتبع اعتمادا على الأنسجة المراد النظر إليها وفحصها. ويكشف الفنيين بالاشعة بهذا الكشف أحيانا بالاشتراك مع طبيب أشعة (على سبيل المثال، عندما ينفذ أشعة موجهة لاخذ عينة).

## الاعتبارات التقنية
أشعة الفوتونات التي تتشكل من التفاعلات التي تنطوي على الالكترونات هي أساسا شكل من الإشعاعات المؤينة الكهرومغناطيسية التي تستخدم في التصوير الشعاعي الطبي. هذا الإشعاع هو أكثر طاقة من الأنواع الأخرى مثل موجات الراديو والضوء المرئي. الإنتاج السليم والكشف الجيدلل فوتونات هام في إنشاء صور جيدة.

### إنتاج الفوتون
الأشعة لأغراض التصوير الطبى تنتج عادة من أنابيب أشعة اكس، والتي تعمل من خلال قصف أنود بالإلكترونات ذات الطاقة العالية المنبعثة من كاثود ساخن. بعض الاعتبارات الهامة في التصوير الشعاعي الطبي هي حده الصورة والتباين وجرعه المريض من الاشعه وتحديد الاحتياجات من هذه الطاقات المطلوبة للأنبوب، ونوع المواد المستخدمة في صناعه الانبوب على الرغم من أن قوه الأشعة السينية يتراوح من 1-700 كيلو فإن قوه الأشعة السينية في التصوير الطبى تتراوح من 5-150 كيلو فولت. الفوتونات المنبعثة تاتى في نطاقات منفصلة من الطاقة مقابلة لمادة القطب الموجب بالانبوب، ويتم إزالة النطاقات الغير مرغوب فيها. اختيار أنود والطاقات المنبعثة منه، يتوقف على التطبيق والأنسجة التي يجري تصويرها، على سبيل المثال الموليبدينوم غالبا ما تستخدم في التصوير الشعاعي للثدي بسبب انها تسسب اشعة سينية بقوه20 كيلو فولت. استخدام طاقات إشعاعية عالية جدا يؤدى إلى صور غير واضحه نتيجه صعوبه حدوث تغيير في مسارات الاشعه، اما الطاقات منخفض جدا سوف تزيد من جرعة الإشعاع للمريض دون إجراء تحسينات في جودة الصورة.
أما حدة الصورة الشعاعية فيتم تحديدها حسب حجم مصدر الأشعة السينية. يتم تحديد ذلك من خلال مساحه شعاع الإلكترون الذي يضرب الانود. استخدام مصدر كبير من الفوتونات يؤدى إلى مزيد من عدم الوضوح في الصورة النهائية وعدم الوضوح يعتبر من العوامل التي يتم على أساسها قوه الاشعه السينيه المستخدمة.

### توليد الطاقة
تنتج الطاقة التي يستخدمها أنبوب الأشعة السينية من قبل مولدات متخصصة، والتي تمد الجهد والتيار المطلوبين لتشغيل الأنبوب. يحتاج المولد لتوريد فولتات عالية مع أوقات تعرض الصغيرة. ومن ثم يمكن وصف التعرض للاشعه عن طريق اثنين من العوامل وهما:
1. ' الجهد المنتقل من القطب السالب إلى القطب الموجب
2. مده التعرض للاشعه ذات التيار المنخفض

يمكن السيطرة على هذه المتغيرات من قبل المشغل لكنها عادة ما يتم تحديدها تلقائيا من قبل أجهزة الأشعة السينية من خلال أخذ عينات من الإشعاعات المنبعثة. المولدات الكهربائية تعمل على تحويل معيار 220/ 120 فولت تيار مترددتيار مترد0إلى وتستخدم عادة معدلات ومحولات المتعدد المراحل التي تحافظ على ثبات الجهد المستمر، والتي يمكن تشغيلها لحظيالفترات تصل إلى الميلي ثانية الواحدة.

### الكشف عن الفوتون
يجب أن يتم الكشف عن صور الفوتونات التي تتنتج من التصوير بدقة عالية حتى يكون التشخيص دقيقا. هناك ثلاثة أنواع رئيسية من وسائل الكشف عن الصورة المستخدمة وهي كالتالى: 1-فيلم 2- الشاشات،3- مركزات الصور والكاشفات الرقمية، مع الاخذ في الاعتبار أن الأخيرة هي الأكثر شيوعا للاستخدام في أثناء التصوير بالأشعة السينية.

#### فيلم / شاشات
يستخدم فيلم الأشعة السينية بالاشتراك مع شاشات الأشعة السينية الحساسة بسبب ان الأفلام فقيرة إلى حد بعيد في الكشف عن الأشعة السينية. هذه الشاشات تحتوي على معادن ارضية نادرة ومواد فوسفورية التي تحول الأشعة السينية إلى أشعة الضوء المرئي أو إلى طاقات متدنية التي يستطيع الفيلم إظهارها بوضوح. تظهر الصور واضحة على الشاشات بدرجة وضوح الشاشة فتؤثر أيضا على حساسية الكاشفات، حيث إن كلما كانت الشاشات أكثر سمكاً كلما زادت الحساسية ولكن هذا السمك يؤدى إلى انتشار الضوء مما يجعل الصورة غير واضحة.
تلعب سرعة الفيلم أيضا عاملاً في جودة الصورة. كلما زادت السرعة أصبح الفيلم أكثر حساسية للفوتونات ولكنها أقل بشكل عام في جودة الصورة، بينما الأفلام ذات السرعة المنخفضة التي تنتج تكون ذات جودة جيدة ولكن تتطلب المزيد من الفوتونات وتزيد من جرعة الإشعاع التي يتعرض لها المريض.

#### مقويات الصورة ومجموعه الكاشفات
مقويات الصورة هي أجهزة التي تحول بسهولة صورة الأشعة السينية المكتسبة إلى صورة واضحة على شاشة الفيديو. يتكون هذا الجهاز من انبوب داخله فراغ مع سطح واسع مغطى في الداخل من ايوديد السيزيوم (سي إس آي). عندما يضرب من قبل الأشعة فإن المواد الفوسفورية تسبب انطلاق الاليكترونات من الطرف السالب. وتركز هذه الالكترونات باستخدام العدسات الإلكترونية داخل المكثف لإخراج شاشة مطلية بمواد متفسفرة. ويمكن بعد ذلك من تسجيل الصور المنتجة عبر الكاميرا وعرضها.
أصبحت الأجهزة الرقمية أكثر شيوعا في التنظير وتعرف باسم مصفوفة الكاشفات. وتتكون هذهِ الأجهزة للكشف عن منطقة منفصلة تعرف باسم تفت التي يمكن أن تعمل إما بصورة غير مباشرة باستخدام أجهزة الكشف عن الصورة التي تكشف عن الضوء المنبعث من المواد، أو مباشرة عن طريق الاستيلاء على الإلكترونات التي تنتج عندما تصطدم الأشعة السينية بالكاشفات. الكاشفات المباشرة لا تميل إلى عدم وضوح الصورة أو تتأثر بانتشار الضوء الناجم عن السينتيلاتورز المتفسفرة أو شاشات العرض لأن تنشيط الكشف يتم مباشرة من الفوتونات.

## المصطلحات القديمة التي لا تستخدم حاليا
قديما كان يطلق على فنيى الاشعه حتى عام 1918 اسم سكاى جرافر وهو اسم مشتق من لغة إغريقيةالكلمات اليونانية التي تعنى 'الظل' و'الكاتب'.